# 程菲
程菲（1988年5月29日—），湖北黄石人，中国女子竞技体操运动员。

## 生平
1995年进入湖北黃石業餘體校練體操。1997年进入武漢體育學院。1999年进入湖北省体操队。2001年入選國家隊。
2008年北京奥运会获得跳馬和平衡木两块铜牌。
2009年程菲受傷後一直沒有參加比賽，同時亦沒有宣佈退役。直至2011年全國體操錦標賽程菲復出並參加跳馬及自由操兩個項目，雖然復出後的動作難度大減，但仍以第一名的成績進入跳馬決賽，最後取得銀牌。

## 主要比赛成绩
- 2003年日本少年体操比赛女子跳马冠军
- 2003年亚洲体操锦标赛女子团体、跳马、自由體操金牌
- 2004年全国体操锦标赛女子平衡木、自由操金牌
- 2005年体操世界杯女子跳马銅牌
- 2005年中国第十届全运会女子跳马金牌、全能銀牌、自由體操銅牌
- 2005年东亚运动会女子自由體操金牌
- 2005年世界体操锦标赛女子跳马金牌
- 2006年世界体操锦标赛女子团体、跳马、自由体操金牌
- 2006年亚运会女子团体、跳马、自由体操金牌
- 2007年世界体操锦标赛女子跳马金牌（三连冠）、团体銀牌
- 2008年北京奥运女子团体金牌（中国國家女子體操队历史上第一枚团体奥运金牌）、跳马铜牌、平衡木铜牌
- 2008年馬德里體操世界杯女子跳馬、自由體操金牌
- 2009年全國體操錦標賽女子跳馬、自由操金牌
- 2011年全國體操錦標賽女子跳馬銀牌
- 2012年全國體操錦標賽女子跳馬、自由操铜牌

## 程菲跳
程菲跳是以程菲的名字命名的跳马动作，即踺子后手翻转体180度接直體前空翻540度，難度分為6.4。程菲是在国际大赛中使用并完成该动作的第一人。程菲在澳洲墨尔本举行的第38届世界体操锦标赛完成该动作后，国际体操總会将其命名为「程菲跳」。

## 軼事
程菲4歲時，父親程立高為矯正她的八字腳，讓程菲在睡覺時將膝蓋以下的腿用白布捆起來，但第二天程菲就哭鬧著不肯綁了，為了讓程菲堅持下來，夫妻俩陪著女兒也把自己的腿用白布捆起來，這樣堅持了幾個月，程菲的外八字終於糾正了。